# イエス・イット・イズ
「イエス・イット・イズ」（Yes It Is）は、ビートルズの楽曲である。1965年4月にシングル盤『涙の乗車券』のB面曲として発売された。レノン＝マッカートニー名義となっているが、実質的にはジョン・レノンが作った楽曲。ビートルズの曲中で最も複雑で不協和な3声コーラスとジョージ・ハリスンが演奏する初期のペダルトーンを使用したギターが特徴となっている。音楽評論家のイアン・マクドナルドは、本作について「豊かで珍しい倍音列の動きをしている」と評している。

## 背景・レコーディング
1980年の『プレイボーイ』誌のインタビューで、レノンは本作について「『ジス・ボーイ』を書き直そうとしたんだけど、うまくいかなかった」と語っている。一方ポール・マッカートニーは「ジョンと一緒に書いたけど、基本的には彼のアイデアで、僕は仕上げを手伝っただけだ。『イエス・イット・イズ』はジョンの素敵な曲さ」と語っている。
「イエス・イット・イズ」は、ジョージ・ハリスン作の「アイ・ニード・ユー」と共に1965年2月16日にEMIレコーディング・スタジオでレコーディングされた。5時間かけて行われたレコーディング・セッションの中で、リズム・トラックを14テイク録音したのち、3時間でレノン、マッカートニー、ハリスンのハーモニー・ボーカルを録音した。ハーモニーは、プロデューサーのジョージ・マーティンの提案によりバーバーショップカルテットのスタイルが採用された。

## リリース・評価
「イエス・イット・イズ」は、イギリス・アメリカ共にシングル盤『涙の乗車券』のB面曲として発売された。アメリカでの発売時、本作は「映画『Eight Arms To Hold You』（"Help!"の原題）から」と誤表記されていたが、実際には映画では使用されていない。B面曲ながら、Billboard Hot 100では最高位46位を記録した。
「イエス・イット・イズ」は、イギリスで発売されたオリジナル・アルバムには収録されていないが、アメリカではキャピトル編集盤『ビートルズ VI』に収録された。イギリスではビートルズの解散後に発売されたコンピレーション・アルバム『ラヴ・ソングス』でアルバム初収録となり、『レアリティーズ』や『パスト・マスターズ Vol.1』にも収録され、『ザ・ビートルズ・アンソロジー2』にはテイク2とテイク14を繋ぎ合わせた音源が収録された。なお、『ビートルズ VI』と『ラヴ・ソングス』には、モノラル・ミックスをステレオ化した疑似ステレオ・ミックスが収録された。
音楽評論家のイアン・マクドナルドは、シングル盤のA面曲「涙の乗車券」と共に「ビートルズがこれまでにレコーディングした楽曲よりも心理的に深い」「ソングライターとしてのビートルズの大きな発展がみられる楽曲」と評している。

## クレジット
※出典
- ジョン・レノン - ダブルトラックのリード・ボーカル、セミアコースティックギター
- ポール・マッカートニー - ハーモニー・ボーカル、ベース
- ジョージ・ハリスン - ハーモニー・ボーカル、リードギター
- リンゴ・スター - ドラム、タンバリン

## カバー・バージョン
- オリヴィエ・デスパ（英語版） - 1965年に発売されたEP『Encore cette mélodie』に収録。フランス語によるカバーで、タイトルは「Ne mets pas de bleu」となっている[10]。
- ピーター・セラーズ - 1993年に発売されたアルバム『A Celebration of Sellers』に収録[11]。
- ドン・ヘンリー - 1997年に発売されたオムニバス盤『The Bridge School Concerts Vol. 1』に収録[12]。
- スコット・マッカール - 1997年に発売されたアルバム『Play On....』に収録[13]。